# Battle Hymn (fumetto)
Battle Hymn è una miniserie a fumetti pubblicata dalla Image Comics tra il 2004 e il 2005, creata da B. Clay Moore ed illustrata da Jeremy Haun.
Tratta di un gruppo di supereroi nei giorni conclusivi della seconda guerra mondiale.
Edita in Italia da Italycomics.